# 조지 오베이

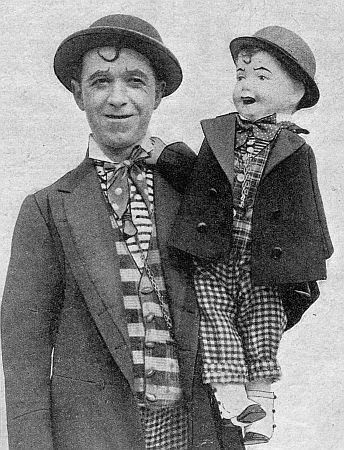

조지 오베이(George Ovey, 1870년 12월 13일 ~ 1951년 9월 23일)는 미국의 배우, 영화배우이다.
할리우드에서 사망하였다.

## 영화
- 언홀리 파트너스 (1941년)
- 라이프 비긴즈 포 앤디 하디 (1941년)
- 인간 에디슨 (1940년)
- 희극의 왕 (1936년)
- 케인 앤 마블 (1936년)
- 히트 더 덱 (1930년)
- 브로드웨이 (1929년)